# サスキア・エスケン
サスキア・エスケン（ドイツ語: Saskia Esken、1961年8月28日 - ）は、ドイツの政治家。2019年12月からドイツ社会民主党（SPD）の党首を務める。

## 経歴

### 生い立ち
シュトゥットガルトで生まれる。ヴァイル・デア・シュタットにあるヨハネス・ケプラー・ギムナジウムに通い、アビトゥーア資格を取得。シュトゥットガルト大学に進学して数学期の間はドイツ語と政治学を学んだが、途中でそれをやめて、郵便配達員やウェイターといった様々な職業を経験した。その後、ベーブリンゲンにある情報処理アカデミーで州認定のコンピュータ技術者課程を修了して、ソフトウェア開発に従事した。

### 政界入り
1990年にドイツ社会民主党（SPD)に入党。2007年から2014年までバート・リーベンツェル市議会議員を務めた。
2013年ドイツ連邦議会選挙に立候補し、初当選。2017年ドイツ連邦議会選挙で再選している。

### 社会民主党党首
2019年6月にアンドレア・ナーレスがSPDの党首を退任したことを受けて、後任となる共同党首ペアを選出する党首選挙が実施されることとなった。エスケンはノルベルト・ワルターボルヤンス（元ノルトライン＝ヴェストファーレン州財務相）とペアを組み、全6組の候補のうち連立懐疑派として立候補した。10月に行われた第1回党員投票では、オラフ・ショルツ財務相とクララ・ゲイウィッツのペアが最多得票を獲得したが、過半数に達しなかったため、得票率2位であったエスケンのペアと決選投票が行われることとなった。決選投票でエスケンのペアは53.06%の得票を獲得し、SPD党首に選出された。